# Furuklobben, Malax
Furuklobben är en ö i Finland. Den ligger i Norra kvarken och i kommunen Malax i landskapet Österbotten, i den västra delen av landet. Ön ligger omkring 14 kilometer sydväst om Vasa och omkring 370 kilometer nordväst om Helsingfors.
Öns area är 6,3 hektar och dess största längd är 460 meter i nord-sydlig riktning.